# Баскаков, Алексей Петрович
Алексе́й Петро́вич Баска́ков (Не ранее 1686 — 8 декабря 1742) — государственный и военный деятель России первой половины XVIII века.

## Биография

#### Семья
Происходил из рода Баскаковых. Дедом Алексея был Ермолай Михайлович Баскаков (стряпчий с 1640 г., стольник с 1658 г.) Отцом Алексея был  Пётр Ермолаевич Баскаков, родился в начале 1650-х гг. С 1671 г. числился на царской службе вместе с отцом - воеводой в Валуйках. Потом получил чин стряпчего. В 1678 г. сопровождал Фёдора III в Савино-Сторожевский монастырь. В 1686 г. получил чин стольника. В 1700 г. - воевода в Самаре. В 1704 г. П.  Е.  Баскаков получил назначение «быть у селитерных заводов ис Казанского приказу». С 1709 по 1711 гг. служил ландрихтером. В полсдение годы служил в камер - коллегии. Умер не позднее марта 1723 г. Мать Анна Романовна после смерти мужа постриглась в монахини, в 71 года в 1726 году. Жила в Алексеевском монастыре.

#### Служба
Родился ранее 1686 года (по родословной росписи, поданной в разряд 4 июня 1686 года, он значится старшим из трёх сыновей стольника Петра Ермолаевича Баскакова).
С 1704 года на военной службе. С 1714 года капитан, командир 1-й роты лейб-гвардии Семеновского полка.
С декабря 1717 по 1723 годы асессор следственной канцелярии М. Я. Волкова.
В 1720 году Пётр I отправляет в Персию своего сподвижника, гвардейского капитана А. П. Баскакова с целью наладить торговые связи с Персией, а затем и с Индией. Баскакову, между прочим, поручается: «о состоянии тамошнем и о прочих обстоятельствах насматриваться и наведываться и все это делать в высшем секрете».
В 1723 году Баскаков назначается членом «Вышнего суда» для разбора дела и суда над вице-канцлером бароном Шафировым.
29 мая 1724 года Баскакову был дан Высочайший указ о распределении монастырских доходов на разного рода предметы и, между прочим, на устройство школ и богаделен. Преследуя казённые интересы, он сильно сократил суммы, бывшие в распоряжении монастырей, а составленные им правила относительно содержания Чудова монастыря вызвали даже протест со стороны архимандрита и вследствие этого не были утверждены Синодом.
Будучи в чине гвардии капитана, был назначен обер-прокурором в Святейшего Синода, 11 мая 1725 года.
Как обер-прокурор Св. Синода, Баскаков, подобно своему предшественнику Болтину, фактически пользовался малым значением. Коллегиальное синодское управление постоянно оставляло без последствий его протесты и не исполняло его предложений. Исключения составляли только предложения и поручения, которые он передавал Синоду от Императорского кабинета и потом Верховного тайного совета, или от влиятельных вельмож-временщиков; но случаи такого посредничества были сравнительно редки. И подчиненные Синоду учреждения, а также священники и архимандриты нередко отказывались исполнять требования Баскакова. Мало того, он находился и в материальной зависимости от Синода, который определял размер его жалованья (около 1000 руб.) и сроки уплаты.
Указом 14 июля 1726 года вместо обер-прокурора назначался прокурор, а Баскаков переводился старшим членом во второй департамент Синода. Но Синод, усмотрев в этом указе умаление собственного значения, продолжал именовать Баскакова обер-прокурором вплоть до 1730 года, когда он «за оплошку по должности прокурорской» (то есть за допущение синодского постановления об излишнем сборе с венечных памятей) был оштрафован на четверть своего годового жалованья и отставлен от Синода.
28 апреля 1730 года произведён в действительные статские советники.
После этого Баскаков служил в камер-коллегии и ревизион-коллегии.
В то же время он участвовал в производстве дела кн. Кантемирова и, вместе с многими другими, был признан виновным в злоупотреблениях по нему.
В 1740 году он ездил по поручению правительства на Украину, где, между прочим, принимал предохранительные меры от заразы.
В 20 января 1741 году был назначен президентом ревизион-коллегии.
10 июля того же года произведён в тайные советники и назначен смоленским губернатором. 15 октября 1742 года отстранён от должности. 31 июля 1742 года арестовали дочь Анну. Спустя примерно десять дней после ареста дочери арестовали и Баскакова. Караул доставил его в Синод 26 августа 1742 г

#### Дело Баскакова
По доносу беглого крестьянина, крепостного Алексея Баскакова, утверждавшего о "блудной связи" дочери Анны и отца началось разбирательство. Было привлечено несколько десятков свидетелей. 31 июля 1742 года арестовали дочь Анну. Спустя примерно десять дней после ареста дочери арестовали и Баскакова. Караул доставил его в Синод 26 августа 1742 г. Баскаков и его дочь быстро сознались в совершении преступления, подтвержденном всеми допрошенными свидетелями, указ дату первого преступления 1733 год, в результате кровосмесительного акта у них родилась девочка Мария, которая, однако, вскоре скончалась. Несколько месяцев узники ожидали решения своей участи, пока Баскаков незапн оне умер. Дочь сослали в Сибирь, где она жила в разных монастырях. P.E. Азизбаев считает, что в деле о кровосместительной связи Алексея Баскакова с его дочерью много неясного, данные "не полны, тем самым оставляя ряд вопросов без ответа", указывает на возможных недоброжелателей из Синода, и до конца невыясненное количество умерших детей, рождённых в "блудной" связи.